# Вперёд (Тихорецкий район)
Железнодорожного разъезда Вперёд — посёлок в Тихорецком районе Краснодарского края России. Входит в состав Терновского сельского поселения.

## География
Расположен в северо-восточной части края, в пределах степной Кубано-Приазовской равнины, между железнодорожной линией Волгоград-Котельниково-Тихорецк и автодорогой 03К-007.
Улица одна Железнодорожная.

## Население
| 2002 | 2010 |
| ---- | ---- |
| 0    | →0   |

## Инфраструктура
Основа экономики — обслуживание путевого хозяйства Северо-Кавказской железной дороги на однпутном участке Ея — Ровное — Вперёд — Порошинская. Действует разъезд (раздельный пункт однопутных железнодорожных линий, предназначенный для скрещения и обгона поездов), платформа Вперёд, железнодорожный переезд на 507 км пк4. Отсюда начинается перегон Вперёд — Порошинская.

## Транспорт
Автомобильный и железнодорожный транспорт.